# Station Reblino
Station Reblino is een spoorwegstation in de Poolse plaats Reblino.